# The Legend of La Llorona
Truyền thuyết về La Llorona (tên tiếng Anh: The Legend of La Llorona) là một bộ phim kinh dị Mỹ năm 2022 của đạo diễn Patricia Harris Seeley. Phim có sự tham gia của Autumn Reeser, Antonio Cupo và Danny Trejo. Bộ phim được phát hành vào ngày 7 tháng 1 năm 2022.

## Nội dung
Andrew và Carly Candlewood, cùng với con trai của họ, Danny, đi từ California đến Mexico cho một kỳ nghỉ rất cần thiết. Nơi nghỉ ngơi không như họ nghĩ khi những câu chuyện về những đứa trẻ mất tích cùng với huyền thoại thị trấn La Llorona sớm bao trùm chuyến đi của họ. La Llorona được mô tả là một linh hồn xấu xa của một người mẹ quẫn trí ẩn nấp gần mép nước và gieo rắc nỗi sợ hãi vào trái tim của tất cả những ai nhìn thấy cô. Linh hồn bắt đầu hành hạ gia đình Candlewood và bắt cóc Danny. Cùng với tài xế taxi tháo vát Jorge, cả gia đình chạy đua để cứu Danny. Họ phải chiến đấu với linh hồn cùng với những tên côn đồ băng đảng lang thang khắp vùng đó.

## Diễn viên
- Autumn Reeser trong vai Carly Candlewood[1]:
- Antonio Cupo trong vai Andrew Candlewood[2]: chồng của Carly.
- Danny Trejo trong vai Jorge: tài xế taxi chở gia đình Candlewood đến Mexico.
- Nicolas Madrazo trong vai Danny Candlewood: con của Carly và Andrew.
- Angélica Lara trong vai Veronica[3]: bà chủ nhà nơi gia đình Candlewood nghỉ dưỡng.
- Zamia Fardiño trong vai Maria / La Llorona[3]: người tình của Hernandez và bị Hernandez giết, sau này trở thành La Llorona.
- Fernanda Aguilar trong vai Isabella: mẹ của Eduardo và Liliana.
- Josh Zaharia trong vai Eduardo
- Isabella Recio trong vai Liliana: em gái Eduardo
- Edgar Wuotto trong vai Pedro Pablo: tên côn đồ, con trai Jorge
- Arumi Morales trong vai Angela: con gái của Veronica.
- Mauricio Galaz trong vai Hernandez:
- Daniel Arias trong vai Gabriela: con gái của Hernandez và Maria.
- Alejandra González trong vai vợ của Hernandez.

## Phát hành
Truyền thuyết về La Llorona đã ra rạp hạn chế vào ngày 7 tháng 1 năm 2022. Vào ngày 11 tháng 1, phim được phát hành trực tuyến.

## Đón nhận
Trên trang web tổng hợp phê bình Rotten Tomatoes, 7% trong số 15 bài phê bình của các nhà phê bình là tích cực, với điểm trung bình là 3,1/10.